# Liste de racines grecques (lettre R)
Pour un article plus général, voir Racine grecque.
| Racine                                                                               | Origine grecque                                                | Sens                                                                     | Exemples de mots comportant la racine |  |
| ------------------------------------------------------------------------------------ | -------------------------------------------------------------- | ------------------------------------------------------------------------ | --- |  |
| -rachi-                                                                              | ῥάχις (rhákhis)                                                | Épine dorsale, saillie, nervure, crête                                   | Rachialgie, Rachianesthésie, Rachicentèse, Rachidien, Rachis, Rachitique, Rachitisme, Céphalo-rachidien, Intrarachidien, Glycorachie |  |
| -racte                                                                               | ῥήγνυμι (rhếgnumi) → ῥαγάς (ragás) ; -ρραγία (-rragía)         | Briser, rompre, faire éclater → fente, crevasse, brisure ; flux (de ...) | voir -rragie |  |
| rain-                                                                                | ῥυκάνη (rhukánè)                                               | Rabot, varlope                                                           | voir rugin- |  |
| -rama                                                                                | ὁράω (horáô) → ὅραμα(hόrama)                                   | Voir → Spectacle                                                         | voir -orama |  |
| raph-                                                                                | ῥάπτω (rháptô) → ῥαφίς, -ίδος (rhaphís, -ídos) ; ῥαφή (rhaphế) | Coudre → Aiguille, poinçon, aiguille (poisson de mer) ; couture          | voir rhaps- |  |
| raps-                                                                                | ῥάπτω (rháptô) → ῥαφίς, -ίδος (rhaphís, -ídos) ; ῥαφή (rhaphế) | Coudre → Aiguille, poinçon, aiguille (poisson de mer) ; couture          | voir rhaps- |  |
| regma-, rhegma- ou rhegme                                                            | ῥῆγμα (rh rhễgnumi gma)                                        | Fracture, rupture                                                        | Regmaglypte, Rhegmacarpe, Rhegmatisme, Rhegmatophila, Rhegmatorhina, Rhegme |  |
| -réique                                                                              | ῥέω(rhéô) → ῥόος (rhóos)                                       | Couler → courant (fluvial ou d'air)                                      | voir -rhéo- |  |
| -réisme                                                                              | ῥέω(rhéô) → ῥόος (rhóos)                                       | Couler → courant (fluvial ou d'air)                                      | voir -rhéo- |  |
| rén-                                                                                 | ῥυκάνη (rhukánè)                                               | Rabot, varlope                                                           | voir rugin- |  |
| -rhabd-                                                                              | ῥάϐδος (rhábdos)                                               | Baguette, branche, sarment, verge                                        | Rhabdomancie, Rhabdomyome, Rhabdomyolyse, Rhabdomyosarcome ; Caenorhabditis |  |
| rhamn-                                                                               | ῥάμνος (rhámnos)                                               | Nerprun épineux                                                          | Rhamnacées, Rhamnégine, Rhamnier, Rhamnine, Rhamnose, Rhamnoside, Rhamnoxanthine, Rhamnus |  |
| rhampho-                                                                             | ῥάμφος (rhámphos)                                              | Bec crocu des oiseaux de proie                                           | Rhamphorynque |  |
| rhaps-; raps- ; raph- ; -rraphie                                                     | ῥάπτω (rháptô) → ῥαφίς, -ίδος (rhaphís, -ídos) ; ῥαφή (rhaphế) | Coudre → Aiguille, poinçon, aiguille (poisson de mer) ; couture, suture  | Rhapsode, Rhapsodie ; Rapsodie ; Raphé, Raphicère, Raphide, Raphidie, Raphidioptère, Raphilite ; Angiorraphie, Blépharorraphie, Entérorraphie, Myorraphie, Neurorraphie, Périnéorraphie, Staphylorraphie, Tarsorraphie |  |
| rhegma                                                                               | ῥῆγμα (rhễgma)                                                 | Fracture, rupture                                                        | voir regma- |  |
| rhegme                                                                               | ῥῆγμα (rhễgma)                                                 | Fracture, rupture                                                        | voir regma- |  |
| -rhéo- ; -rrh(é)e ; -réisme ; -réique ; -rrhéique ; -rroïde ; rhyo- ; rhyto- ; ryto- | ῥέω(rhéô) → ῥόος (rhóos)                                       | Couler → courant (fluvial ou d'air)                                      | Rhéobase, Rhéographe, Rhéologie, Rhéologue, Rhéomètre, Rhéopexie, Rhéophile, Rhéostat ; Aménorrhée, Blennorrhée, Catarrhe, Diarrhée, Dysménorrhée, Gonorrhée, Leucorrhée, Logorrhée, Otorrhée, Proctorrhée, Pyorrhée, Rhinorrhée, Séborrhée, Sialorrhée ; Aréisme, Endoréisme, Exoréisme ; Aréique, Endoréique, Exoréique ; Diarrhéique, Otorrhéique, Séborrhéique ; Hémorroïde ; Rhyolithe ; Rhyton ; Eurytos1, Eurytos2 |  |
| rhèm_                                                                                | ῥῆμα (rhễma) → ῥήτωρ (rhếtôr)                                  | Mot, parole → orateur                                                    | voir rhét- |  |
| rhas-                                                                                | ῥῆμα (rhễma) → ῥήτωρ (rhếtôr)                                  | Mot, parole → orateur                                                    | voir rhét- |  |
| rhés-, rhès-                                                                         | ῥῆμα (rhễma) → ῥήτωρ (rhếtôr)                                  | Mot, parole → orateur                                                    | voir rhét- |  |
| rhét- ; rhèm_ ; rhés-, rhès-, rhas-                                                  | ῥῆμα (rhễma) → ῥήτωρ (rhếtôr)                                  | Mot, parole → orateur                                                    | Rhéteur, Rhétorique ; Rhème ; Rhèse, Parrhésie, Parrhasios |  |
| rheuma-                                                                              | ῥεῦμα(rheũma)                                                  | Écoulement, flux                                                         | voir -rhumat- |  |
| -rhin(o)-                                                                            | ῥίς, ῥινός (rhís, rhinós)                                      | Nez, mufle, groin                                                        | Rhinanthe, Rhinencéphalie, Rhinite, Rhinobate, Rhinobronchite, Rhinocéphale, Rhinocéros, Rhinocore, Rhinologie, Rhino-laryngite, Rhinolophe, Rhinopithèque, Rhinopharynx, Rhinophore, Rhinophyma, Rhinoplastie, Rhinorrhée, Rhinoscopie, Rhinosporidiose, Rhinovirus, Catarhinien, Cetorhinus, Chamaerhinien, Haplorhinien, Mésorhinien, Oto-rhino-laryngologie, Platyrhinien, Strepsirhinien                             |  |
| -rhiz-, -rhizo-                                                                      | ῥίζα (rhíza)                                                   | Racine                                                                   | Rhizarthrose, Rhizobiacés, Rhizobium, Rhizocarpé, Rhizoctone, Rhizoderme, Rhizoflagelle, Rhizogène, Rhizoïde, Rhizomateux, Rhizome, Rhizophage, Rhizophore, Rhizophylle, Rhizopode, Rhizopus, Rhizosphère, Rhizostome, Rhizotome, Ectendomycorhize, Mycorhize |  |
| rhô ; rhot-                                                                          | ῥῶ (rhỗ)                                                       | Lettre grecque rhô (ρ, P)                                                | Rhô1, Rhô 2; Rhotacisme |  |
| -rhod-1, -rhodo-                                                                     | ῥόδον (rhódon)                                                 | Rose                                                                     | Rhodamine, Rhodé, Rhodes, Rhodiage, Rhodinol, Rhodite, Rhodium, Rhododendron, Rhodophyte, Rhodopsine, Cynorrhodon |  |
| -rhod-2, -rhodan-                                                                    | Ῥοδανός (Rhodanós)                                             | Rhône                                                                    | Rhodanien, Rhodoïd, Buccorhodanien, Séquano-rhodanien |  |
| -rhodan-                                                                             | Ῥοδανός (Rhodanós)                                             | Rhône                                                                    | voir -rhod-2 |  |
| -rhodo-                                                                              | ῥόδον (rhódon)                                                 | Rose                                                                     | voir -rhod-1 |  |
| -rhomb(o)-                                                                           | ῥόμϐος (rhómbos)                                               | Losange                                                                  | Rhombe, Rhombencéphale, Rhombique, Rhomboèdre, Rhomboïdal, Rhomboplites, Rhombus, Clinorhombique, Orthorhombique |  |
| rhops-, -rrhops, -rops                                                               | ῥώψ, -ῶπες (rhốps,-ỗpes)                                       | Buisson, broussaille                                                     | Chamaerops, Nannorrhops |  |
| rhoptr-                                                                              | ῥόπτρον (rhóptron)                                             | Bâtonnet                                                                 | Rhoptrie |  |
| rhot-                                                                                | ῥῶ (rhỗ)                                                       | Lettre grecque (ρ, P)                                                    | voir rhô |  |
| -rhum-                                                                               | ῥεῦμα(rheũma)                                                  | Écoulement, flux                                                         | voir -rhumat- |  |
| -rhumat- ; -rhum- ; rheuma-                                                          | ῥεῦμα(rheũma)                                                  | Écoulement, flux                                                         | Rhumatisme, Rhumatologie, Antirhumatismal ; Rhume, Enrhumé ; Rheumamètre |  |
| rhynch-, -rhynch- ; -rhynque ; -rynque                                               | ῥύγχος (rhúgkhos)                                              | Groin, museau, bec                                                       | Rhynchite, Rynchocéphale, Rhynchonelle, Rhyncholithe, Rhynchospiza, Rhynchotes, Rhamphorhynchus, Sternorrhyncha ; Amblyrhynque, Auchénorhynque, Brachyrhynque, Cryptorhynque, Dirrhynque, Emblyrrhynque, Échinorrhynque, Gymnorrhynque, Oxyrhynque, Rhamphorhynque, Scaphirhynque, Sternorrhynque ; Ornithorynque |  |
| -rhynque                                                                             | ῥύγχος (rhúgkhos)                                              | Groin, museau, bec                                                       | voir rhynch- |  |
| rhyo-                                                                                | ῥέω(rhéô) → ῥόος (rhóos)                                       | Couler → courant (fluvial ou d'air)                                      | voir -rhéo- |  |
| -rhythm-                                                                             | ῥυθμός(rhuthmós)                                               | Rythme, mesure, cadence                                                  | voir -rythm- |  |
| rhyti-                                                                               | ῥυτίς, -ίδος (rhutís, -ídos)                                   | Ride, pli, plissement                                                    | Rhytidome, Rhytine |  |
| rhyto-                                                                               | ῥέω(rhéô) → ῥόος (rhóos)                                       | Couler → courant (fluvial ou d'air)                                      | voir -rhéo- |  |
| ribo-                                                                                | Ἄραψ, αϐος (Áraps, -abos)                                      | Arabe, d'Arabie                                                          | Ribonique, Ribonucléique, Ribose, Ribosome, Désoxyribonucléique, Désoxyribose |  |
| -rip-                                                                                | ῥίπτω (ríptô) → ῥιπή (ripế)                                    | Jeter, lancer → jet, lancer                                              | Euripe, Euripide |  |
| -rops                                                                                | ῥώψ, -ῶπες (rhốps,-ỗpes)                                       | Buisson, broussaille                                                     | voir rhops- |  |
| rouann-                                                                              | ῥυκάνη (rhukánè)                                               | Rabot, varlope                                                           | voir rugin- |  |
| -rragie ; -racte ; -rrhagie                                                          | ῥήγνυμι (rhễgnumi) → ῥαγάς (ragás) ; -ρραγία (-rragía)         | Briser, rompre, faire éclater → fente, crevasse, brisure ; flux (de ...) | Blennorragie, Gastrorragie, Hémorragie, Métrorragie, Ménorragie, Odontorragie, Otorragie, Phléborragie, Rectorragie, Rhinorragie, Stomatorragie ; Cataracte ; Métrorrhagie, Otorrhagie |  |
| -rraphie                                                                             | ῥάπτω (rháptô) → ῥαφίς, -ίδος (rhaphís, -ídos) ; ῥαφή (rhaphế) | Coudre → Aiguille, poinçon, aiguille (poisson de mer) ; couture          | voir rhaps- |  |
| -rrhagie                                                                             | ῥήγνυμι (rhễgnumi) → ῥαγάς (ragás) ; -ρραγία (-rragía)         | Briser, rompre, faire éclater → fente, crevasse, brisure ; flux (de ...) | voir -rragie |  |
| -rrh(é)e                                                                             | ῥέω(rhéô) → ῥόος (rhóos)                                       | Couler → courant (fluvial ou d'air)                                      | voir -rhéo- |  |
| -rrhéique                                                                            | ῥέω(rhéô) → ῥόος (rhóos)                                       | Couler → courant (fluvial ou d'air)                                      | voir -rhéo- |  |
| -rrhops                                                                              | ῥώψ, -ῶπες (rhốps,-ỗpes)                                       | Buisson, broussaille                                                     | voir rhops- |  |
| -rroïde                                                                              | ῥέω(rhéô) → ῥόος (rhóos)                                       | Couler → courant (fluvial ou d'air)                                      | voir -rhéo- |  |
| rugin- ; rain-, rén- ; rouann-                                                       | ῥυκάνη (rhukánè)                                               | Rabot, varlope                                                           | Rugine ; Rainure, Rénette ; Rouanne |  |
| -rynque                                                                              | ῥύγχος (rhúgkhos)                                              | Groin, museau, bec                                                       | voir rhynch- |  |
| -rythm- ; rhythm-                                                                    | ῥυθμός(rhuthmós)                                               | Rythme, mesure, cadence                                                  | Rythme, Arythmie, Biorythme, Eurythmie, Rythmicité, Rythmique, Tachyarythmie ; Rhythm and blues |  |
| ryto-                                                                                | ῥέω(rhéô) → ῥόος (rhóos)                                       | Couler → courant (fluvial ou d'air)                                      | voir -rhéo- |  |